# Savonburg, Kansas
Savonburg, Kansas (енгл. Savonburg) град је у америчкој савезној држави Канзас.

## Демографија
По попису из 2010. године број становника је 109, што је 18 (19,8%) становника више него 2000. године.
| Група             | 2000.      | 2010.      |
| Белци             | 84 (92,3%) | 92 (84,4%) |
| Афроамериканци    | 0 (0,0%)   | 0 (0,0%)   |
| Азијати           | 0 (0,0%)   | 0 (0,0%)   |
| Хиспаноамериканци | 0 (0,0%)   | 6 (5,5%)   |
| Укупно            | 91         | 109        |